# National Basketball League 1947-1948
La stagione di National Basketball League 1947-1948 fu l'11ª nella storia della National Basketball League. Vinsero il titolo i Minneapolis Lakers.

## Stagione regolare

### Eastern Division
| Squadra                    | V  | P  | %    |
| -------------------------- | -- | -- | ---- |
| Rochester Royals           | 44 | 16 | 73,3 |
| Anderson Duffey Packers    | 42 | 18 | 70,0 |
| Fort Wayne Zollner Pistons | 40 | 20 | 66,7 |
| Syracuse Nationals         | 24 | 36 | 40,0 |
| Toledo Jeeps               | 22 | 37 | 37,3 |
| Flint/Midland Dow A.C.'s   | 8  | 52 | 13,3 |

### Western Division
| Squadra               | V  | P  | %    |
| --------------------- | -- | -- | ---- |
| Minneapolis Lakers    | 43 | 17 | 71,7 |
| Tri-Cities Blackhawks | 30 | 30 | 50,0 |
| Oshkosh All-Stars     | 29 | 31 | 48,3 |
| Indianapolis Kautskys | 24 | 35 | 40,7 |
| Sheboygan Red Skins   | 23 | 37 | 38,3 |

## Play-off
|  | Quarti di finale | Quarti di finale    | Quarti di finale    | Quarti di finale   | Quarti di finale | Quarti di finale | Quarti di finale |  |  | Semifinali          | Semifinali          | Semifinali          | Semifinali          | Semifinali          | Semifinali | Semifinali |    |    | Finale           | Finale           | Finale           | Finale | Finale | Finale | Finale |  |
|  |                  |                     |                     |                    |                  |                  |                  |  |  |                     |                     |                     |                     |                     |            |            |    |    |                  |                  |                  |        |        |        |        |  |
|  | 1E               | Rochester Royals    | Rochester Royals    | 65                 | 65               | 64               | 71               |  |  |                     |                     |                     |                     |                     |            |            |    |    |                  |                  |                  |        |        |        |        |  |
|  | 3E               | Ft. Wayne Pistons   | Ft. Wayne Pistons   | 56                 | 68               | 47               | 62               |  |  | Rochester Royals    | Rochester Royals    | Rochester Royals    | Rochester Royals    | 71                  | 69         | 74         |    |    |                  |                  |                  |        |        |        |        |  |
|  | 2E               | Anderson Packers    | Anderson Packers    | Anderson Packers   | 73               | 72               | 79               |  |  | Anderson Packers    | Anderson Packers    | Anderson Packers    | Anderson Packers    | 66                  | 76         | 48         |    |    |                  |                  |                  |        |        |        |        |  |
|  | 4E               | Syracuse Nationals  | Syracuse Nationals  | Syracuse Nationals | 56               | 54               | 68               |  |  |                     |                     |                     |                     |                     |            |            |    |    | Rochester Royals | Rochester Royals | Rochester Royals | 72     | 67     | 74     | 65     |  |
|  | 1W               | Minneapolis Lakers  | Minneapolis Lakers  | 80                 | 88               | 51               | 61               |  |  |                     |                     | Minneapolis Lakers  | Minneapolis Lakers  | Minneapolis Lakers  | 80         | 82         | 60 | 75 |                  |                  |                  |        |        |        |        |  |
|  | 3W               | Oshkosh All-Stars   | Oshkosh All-Stars   | 68                 | 65               | 69               | 55               |  |  | Minneapolis Lakers  | Minneapolis Lakers  | Minneapolis Lakers  | Minneapolis Lakers  | Minneapolis Lakers  | 98         | 83         |    |    |                  |                  |                  |        |        |        |        |  |
|  | 2W               | Tri-Cit. Blackhawks | Tri-Cit. Blackhawks | 77                 | 70               | 70               | 74               |  |  | Tri-Cit. Blackhawks | Tri-Cit. Blackhawks | Tri-Cit. Blackhawks | Tri-Cit. Blackhawks | Tri-Cit. Blackhawks | 79         | 59         |    |    |                  |                  |                  |        |        |        |        |  |
|  | 4W               | Ind. Kautskys       | Ind. Kautskys       | 67                 | 89               | 59               | 61               |  |  |                     |                     |                     |                     |                     |            |            |    |    |                  |                  |                  |        |        |        |        |  |

## Vincitore
| Campione NBL 1947-1948         |
| ------------------------------ |
| Minneapolis Lakers (1º titolo) |

## Premi NBL
- NBL Most Valuable Player: George Mikan, Minneapolis Lakers
- NBL Rookie of the Year: Mike Todorovich, Sheboygan Red Skins
- NBL Coach of the Year: Murray Mendenhall, Anderson Duffey Packers
- All-NBL First Team
  - Al Cervi, Rochester Royals
  - Red Holzman, Rochester Royals
  - George Mikan, Minneapolis Lakers
  - Jim Pollard, Minneapolis Lakers
  - Mike Todorovich, Sheboygan Red Skins
- All-NBL Second Team
  - Frankie Brian, Anderson Duffey Packers
  - Bob Calihan, Midland Dow A.C.'s
  - Bob Davies, Rochester Royals
  - Bobby McDermott, Tri-Cities Blackhawks
  - Don Otten, Tri-Cities Blackhawks